# Tor Wahlman

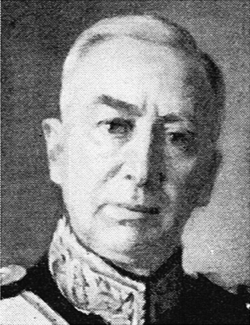
Tor Wahlman

Tor Carl Nicolaus Wahlman, född 10 augusti 1878 i Stockholm, död 7 augusti 1954 i Stockholm, var en svensk militär (generallöjtnant).

## Biografi
Wahlman var son till grosshandlaren Anders Wahlman och Louise Klöfverskjöld. Han blev underlöjtnant i Vaxholms artillerikår 1899, var löjtnant vid kustartilleriet 1901 och blev kapten 1907. Wahlman var lärare vid Kungliga Sjökrigshögskolan 1908-1927, vid Kungliga Sjökrigsskolan 1908-1925 samt var sakkunnig i kommissionen rörande organiseringen av arméns och marinens flygvapen 1918-1922. Han blev major 1920, var stabschef i chefen för kustartilleriets stab 1921 och blev överstelöjtnant 1924. Wahlman blev överste 1925, var chef för Vaxholms kustartilleriregemente 1926 och var kommendant i Vaxholms fästning 1926. Han blev generalmajor och chef för kustartilleriet 1929, generallöjtnant vid kustartilleriet 1936 och försattes i reserven 1941.
Han blev ledamot av Kungliga Krigsvetenskapsakademien 1923, ledamot av Kungliga Örlogsmannasällskapet 1920 och hedersledamot av Kungliga Örlogsmannasällskapet 1929.
Wahlman gifte sig första gången 1905 med Märta Nordlöf (1882-1935), dotter till grosshandlaren Karl Nordlöf och Olivia Forssberg. Han gifte sig andra gången 1939 med Edith Johnson (1906-1982), dotter till lantbrukaren August Johnson och Alma Bäck. Wahlman avled 1954 och gravsattes på Norra begravningsplatsen i Stockholm.

## Utmärkelser
- Storkorset av Svärdsorden (14 november 1936)[5]
- Riddare av Nordstjärneorden (1926)[6]
- Riddare av Vasaorden (1919)[7]
- 3:e klass av Spanska orden El mérito naval (SpMerNavO), med vita korset (22 augusti 1929)[8]